# Bullet (Automarke)
Bullet war eine australische Automobilmarke, die ab 2002 von Advanced Engine Components Ltd. (AEC) in ihrem Werk in Yatala (Queensland) gebaut wurde.

## Geschichte
Der erste Prototyp wurde 1996 von John Bettini auf Basis einer Mazda MX-5-Karosserie gebaut. Das Fahrgestell, ein Gitterrahmen aus Quadratrohren, steuerte Barry Pearson bei. Als Antrieb diente ein Wankelmotor aus dem Mazda RX-7. In den folgenden zwei Jahren wurden einige weitere Einzelstücke gebaut, einer davon mit einem V8-Motor aus einem TVR, den der Kunde beisteuerte.
Bettini entschied, dass ein Lexus 4LT Quadcam sich besser für seine Fahrzeuge eignete, und so wurden vier weitere Bullet mit Saugmotoren gebaut und verkauft. Zur Entwicklung aufgeladener Motoren für das neue Modell mit breiter Karosserie, das Ende 1999 herauskommen sollte, sprach Bettini die Firma Sprintex, einen Lieferanten solcher Triebwerke, der AEC gehörte, an.
AEC war von dem neuen Modell Bullet SS so beeindruckt, dass sie den Hersteller aufkauften und in Yatala (Queensland) eine neue Fabrik bauten. AEC entschied, dass der Bullet Roadster und der aufgeladene Bullet SS in jedem Falle den Australian Design Rules (ADR) entsprechen sollten, und investierten in die neue Fabrik, sodass dieses Ziel Ende Dezember 2002 erreicht wurde. Alle ab 2003 gebauten Bullet galten in vollem Umfang als Serienfahrzeuge.
2010 endete die Produktion.

## Modelle
Der Roadster kostete 98.000 AU-$ und der SS 118.000 AU-$. Der 430 bhp (230 kW) starke Motor beschleunigte das Fahrzeug in weniger als 5 s von 0–100 km/h. Das voll einstellbare Fahrwerk mit 18 × 9"-Felgen sorgte für eine gute Straßenlage und Scheibenbremsen von Brembo verschafften dem Wagen gute Verzögerungswerte.
Die Wiederverkaufswerte der Wagen liegen hoch. So erbrachten 2008 ein gut erhaltener Wankel-Bullet von 1998 27.500 AU-$, ein Roadster von 2000 37.500 AU-$ und ein aufgeladener SS aus der Vorserie  62.000 AU-$.